# ヴィクター・J・ケンパー
ヴィクター・J・ケンパー A.S.C.（Victor Jay Kemper A.S.C.、1927年4月14日 - 2023年11月27日）は、アメリカ合衆国の撮影監督。ニュージャージー州ニューアーク出身。
1987年、『新・刑事コジャック/虚栄の絆』でエミー賞を受賞した。
全米撮影監督協会(A.S.C.)の会長を2期務めた（1993年 - 1996年、1999年 - 2001年）。

## 主なフィルモグラフィー
- ハズバンズ Husbands (1970)
- ホスピタル The Hospital (1971)
- 候補者ビル・マッケイ The Candidate (1972)
- シェイマス Shamus (1973)
- エディ・コイルの友人たち  The Friends of Eddie Coyle (1973)
- クローディアと貴婦人 From the Mixed-Up Files of Mrs. Basil E. Frankweiler (1973)
- 熱い賭け The Gambler (1974)
- 狼たちの午後 Dog Day Afternoon (1975)
- ステイ・ハングリー Stay Hungry (1976)
- ラスト・タイクーン The Last Tycoon (1976)
- マイキー&ニッキー/裏切りのメロディ Mikey and Nicky (1976)
- オードリー・ローズ Audrey Rose (1977)
- スラップ・ショット Slap Shot (1977)
- オー!ゴッド Oh, God! (1977)
- コーマ Coma (1978)
- アイズ Eyes of Laura Mars (1978)
- マジック Magic (1978)
- ジャスティス ...And Justice for All (1979)
- 天国から落ちた男 The Jerk (1979)
- ジャグラー ニューヨーク25時 Night Of The Juggler (1979)
- ファイナル・カウントダウン The Final Countdown (1980)
- ザナドゥ Xanadu (1980)
- 喝采の陰で Author! Author! (1982)
- ホリデーロード4000キロ National Lampoon's Vacation (1983)
- スティーブ・マーティンのロンリー・ガイ The Lonely Guy (1984)
- ビデオゲームを探せ! Cloak and Dagger (1984)
- シャイなラブレター Secret Admirer (1985) 劇場未公開
- ピーウィーの大冒険 Pee-wee's Big Adventure (1985)
- 殺人ゲームへの招待 Clue (1985)
- 新・刑事コジャック/虚栄の絆 Kojak: The Price of Justice (1987) テレビ映画
- 恋のハリキリ・ボーイ Walk Like a Man (1987) 劇場未公開
- ジャッカー Cohen and Tate (1988)
- 見ざる聞かざる目撃者 See No Evil, Hear No Evil (1989)
- F/X2 イリュージョンの逆転 F/X2 (1991)
- サギ師とウソつき患者（ひと嘘ツイたら億万長者!?） Another You (1991)
- マンハッタン・ラブ 女と男のいい関係 Married to It (1991)
- ベートーベン Beethoven (1992)
- エディー 勝利の天使 Eddie (1996)
- ジングル・オール・ザ・ウェイ Jungle All the Way (1996)
- チアーズ3 Bring It On: All or Nothing (2006) オリジナルビデオ